# Ao Ponto
Ao Ponto é um programa juvenil da TV Cultura e Canal Futura.

## Horários
- Transmissão do programa na TV Transmissão da gravação pela Internet

### TV Cultura
- Sábado - 14h.

### Canal Futura
- segunda-feira, às 20h30
- quarta-feira, às 23h30
- sábado, às 19h30
- domingo, às 17h30.